# Akvitard
Akvitard, en, för grundvattnet mycket svårgenomtränglig, geologisk bildning. Exempelvis finkornig morän eller en siltavlagring.